# مارك أنتوني هوغن
مارك أنتوني هوغن (بالإنجليزية: Mark Anthony Hogan)‏ هو سياسي أمريكي، ولد في 27 يناير 1931 في الولايات المتحدة، وتوفي في 12 فبراير 2017. حزبياً، نشط في الحزب الديمقراطي. وقد انتخب عضو مجلس نواب كولورادو.